# Ґімлі

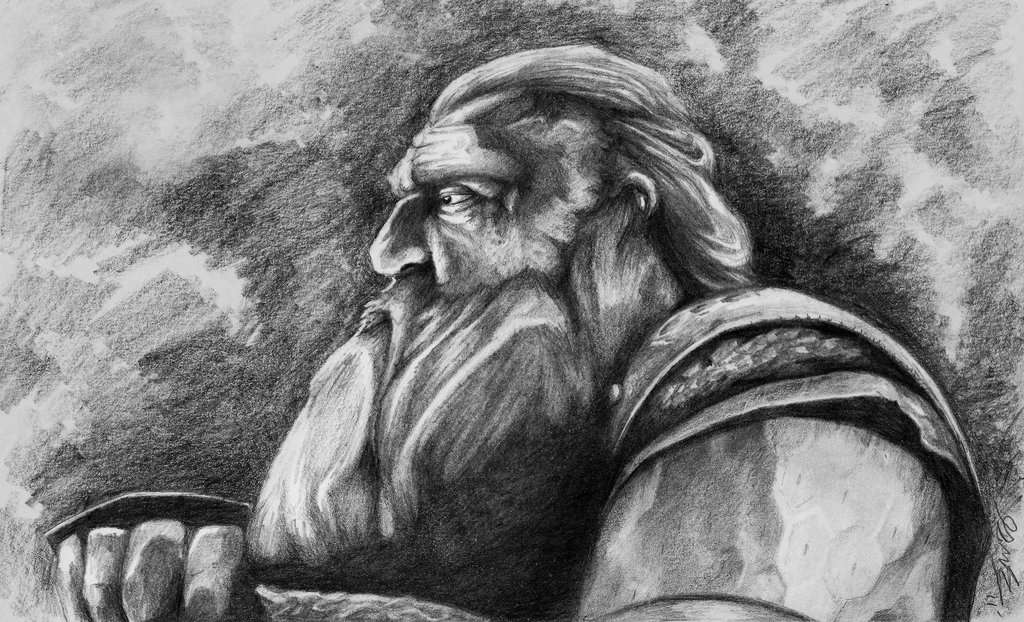
Ґімлі

Ґімлі — вигаданий персонаж книги «Володар перснів» зі світу Середзем'я Дж. Р. Р. Толкіна. Гном-воїн, син Ґлоїна (персонажа з попередньої книги Толкіна, «Гобіт, або Мандрівка за Імлисті гори»).
Ґімлі обраний представляти гномів у Братстві Персня. Він є одним із головних персонажів роману. У ході пригод, Ґімлі є супутником Хранителя Персня, бере участь у Війні Персня, і стає другом Леґоласа, долаючи давню ворожнечу між гномами і ельфами.

## Персонаж
Ґімлі, син Ґлоїна, після наради у Елронда зголосився супроводжувати Фродо Беґінса як член Братства Персня, щоб знищити Перстень Влади. Він був чесним, мудрим і стійким воїном, його улюбленою зброєю була бойова сокира.
Ґімлі був щиро захоплений красою Ґаладріелі, і став другом Леґоласа, попри давні образи (пов'язані з тим, що батько Леголаса ув'язнив його батька); ці відносини покращили слабкі зв'язки ґномів та ельфів. Пізніше разом з Леґоласом відплив за Море, що спричинило кінець Братства Персня.